# Ochroplutodes haturata
Ochroplutodes haturata är en fjärilsart som beskrevs av Walker 1860. Ochroplutodes haturata ingår i släktet Ochroplutodes och familjen mätare. Inga underarter finns listade i Catalogue of Life.